# Nils Dencker
Nils Jonas Dencker (Lund, 1953) é um matemático sueco.
Dencker obteve o doutorado na Universidade de Lund em 1981, orientado por Lars Hörmander. É professor de matemática da Universidade de Lund.
Recebeu em 2005 o Clay Research Award, por sua prova da conjectura de Nirenberg–Treves.
Dencker é membro da Academia Real das Ciências da Suécia desde 2008. Foi palestrante convidado do Congresso Europeu de Matemática em Amsterdam em 2008, e do Congresso Internacional de Matemáticos em Hyderabad em 2010. Em 2012 tornou-se membro da American Mathematical Society.